# Peix cirurgià olivaci

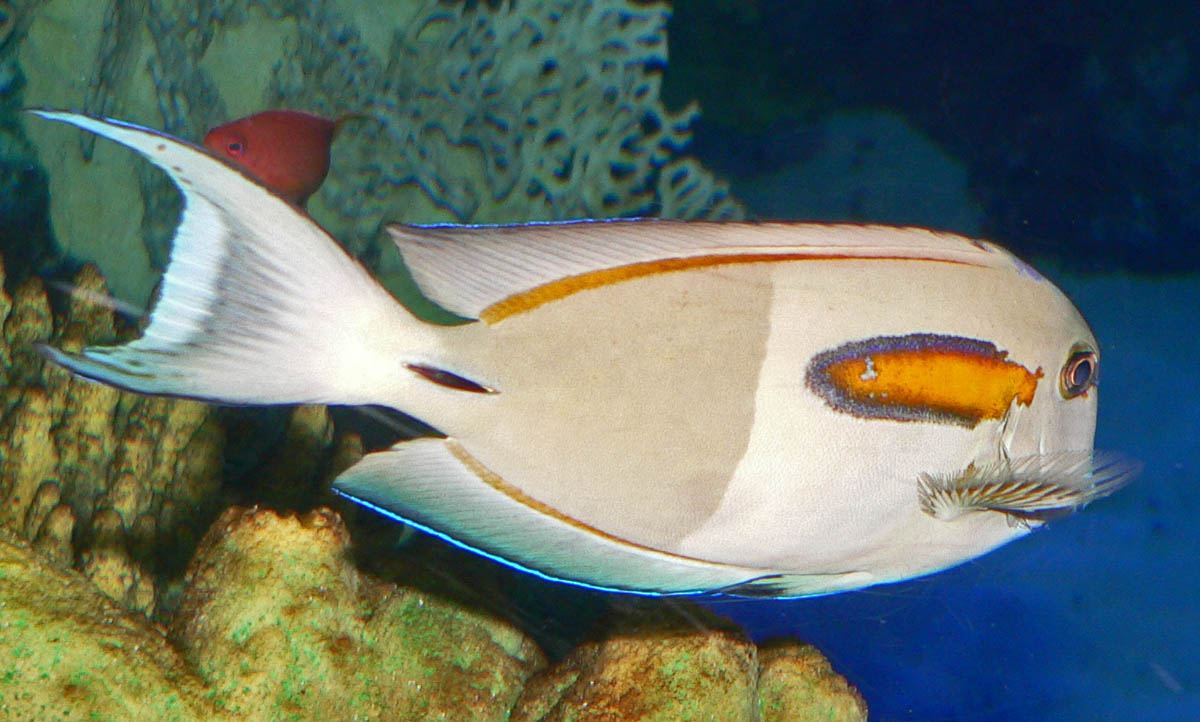
Vista posterior d'un exemplar de l'aquàrium de Vancouver

El peix cirurgià olivaci (Acanthurus olivaceus) és una espècie de peix pertanyent a la família dels acantúrids.

## Descripció
- Pot arribar a fer 35 cm de llargària màxima.
- 9 espines i 23-25 radis tous a l'aleta dorsal i 3 espines i 22-24 radis tous a l'anal.
- Els adults són de color marró grisenc fosc, mentre que els joves són grocs.[3][4]

## Alimentació
Es nodreix de detritus i algues (incloent-hi diatomees).

## Hàbitat
És un peix marí, associat als esculls i de clima tropical (24 °C-28 °C; 35°N-32°S, 95°E-139°W) que viu entre 3 i 46 m de fondària (normalment, entre 9 i 46).

## Distribució geogràfica
Es troba des de l'illa Christmas fins a les illes Hawaii, les Tuamotu, el Japó i l'illa de Lord Howe.

## Costums
És bentopelàgic.

## Observacions
És inofensiu per als humans.